# Armbåndsur
 Denne artikel bør gennemlæses af en person med fagkendskab for at sikre den faglige korrekthed.

Armbåndsuret blev opfundet af Patek Philippe midt i det 19. århundrede, men blev anset for feminint og vandt ikke frem.
Det blev først populært i begyndelsen af det 20. århundrede: den brasilianske opfinder Alberto Santos-Dumont havde svært ved at se, hvad klokken var, når han rodede i sit fly. Han bad sin ven Louis Cartier om et ur, han kunne bruge. Cartier gav ham et armbåndsur, og da Cartier var en populær mand i Paris, varede det ikke længe, før han kunne sælge sit ur til andre herrer.
Det var først under 1. verdenskrig, at armbåndsuret for alvor kom i brug. Soldaterne fandt hurtigt ud af, at det var lettere at kigge på håndledet end at stå og fumle med et lommeur. Som krigen skred frem, blev det nødvendigt, at de omfattende operationer var fuldstændigt synkroniserede. Derfor udleverede hæren ure til soldaterne, som de fik lov at beholde efter krigen; det gjorde dem populære.
Grundlæggende kan armbåndsure opdeles i tre typer mekanik:
- Mekanisk (fx med tourbillion): har et urværk, der skal trækkes op, hvorved en fjeder bliver spændt, der giver energi til at få delene til at bevæge sig.
- Automatisk: har et mekanisk værk, der automatisk bliver trukket op og holdt i gang, typisk ved hjælp af den kinetiske energi fra bevægelse. De kan normalt også trækkes op som et traditionelt mekanisk ur.
- Quartz; kvartsur: elektronisk værk, der får strøm fra batterier. Tiden styres af en lille kvartskrystal. Disse kan ure kan både have visere eller digitale tal. Quartzure er de mest udbredte.[1]

## Historie
Under første verdenskrig blev armbåndsuret opfundet. Det var direkte livsfarligt og besværligt at tjekke sit lommeur under 1. verdenskrig. Alle planer var planlagt lige til klokkeslættet, og det førte til en ny og vedholdende opfindelse. I 1914 da kanontordenen begyndte, gik de noble herrer med lommeur, og det krævede god tid og man skulle have mindst én hånd fri for at kunne se klokken. Denne manøvre var alt for besværligt i kamp, men officererne kunne ikke undvære uret. Alle planer under 1. verdenskrig var bygget på klokkeslættet. Radioer var stadig for store og klodsede til at de kunne tages med under et angreb. Under fremrykning kunne tropperne ikke sende budskaber tilbage til generalerne bag fronten og måtte derfor altid omhyggeligt følge de tidspunkter, som var skrevet ned i angrebsplanen. Heraf fandt nogle officerer på at bære deres lommeur i et læderhylster på armen, og snart blev ure til at bære på armen masseproduceret. Armbåndsure blev efter krigen en del af herregarderoben.
Siden 1800-tallet var det lommeuret som fungerede med enten en åben eller lukket front, som skulle beskytte det skrøbelige ur. De blev båret af rige gentlemen, som ønskede at kende tiden og som sidegevinst kunne vise rigdommen frem for alle og enhver. For alle andre måtte man bruge kirkeklokkerne og solen for at holde øje med dagens gang. I starten havde man lommeuret med i krig, men som nævnt før var det meget upraktisk. Dog prøvede man alligevel at se om man kunne gøre lommeuret mere hårdført og pålideligt. Man ville beskytte glasset bedre mod skift, fugt og granatsplinter med et metalgitter foran glasset og senere en front der kunne åbnes med en fjeder. Begge løsninger gjorde det endnu mere upraktisk da det var svært at aflæse tiden gennem metalgitteret og fjederen rustede hurtigt i de fugtige skyttegrave.
Uret havde dog også et helt andet problem. Uret var for feminint. Før 1920’erne var armbåndsuret et besmykket armbånd med et ur, som nærmere havde dekorativ end en praktisk funktion. Det var primært kvinderne, som havde båret armbåndsuret og de få mænd, som havde benyttet sig af det, havde været udsat for stor komik og latterliggørelse. Derfor blev armbåndsuret markedsført med fokus på dens maskuline egenskaber.
Firmaet Waltham Watch Co. proklamerede i en reklame fra 1914 at deres armbåndsur ikke bare var robust, men også en gave, som enhver mand ville bære med stolthed, hvad enten han var soldat ved fronten eller civil. Firmaet S. Smith & Son Ltd. kom med en anden reklame 2 år efter en arbejder med opsmøgede ærmer, som forgæves forsøger at smadre urets ubrydelige glas med en forhammer. Militær Magasinet Stars and Stripes udgav en artikel i krigens sidste år “Armbåndsuret taler ud”, hvor armbåndsuret havde fået en ny maskulin status. Armbåndsuret var ikke længere en pyntegenstand. Det var fortid.
Ligesom der ses på denne reklame fra Waltham Watch Co. har de skrevet “HE” med store bogstaver. De markedsfører uret til mænd og lægger ekstra tryk på at det er et mandeur.
Det samme ses igen fra The Elgin National Watch Co. reklamen med fokus på manden.
Armbåndsuret med ubrydeligt glas og selvlysende visere stod øverst på listen af officererne af hvad man skulle have med til fronten. Ved krigens afslutning var armbåndsuret noget som mænd stolt kunne bære. Det moderne armbåndsur som i dag bliver båret af både kvinder og mænd, var ikke kun et resultat af en teknologisk videreudvikling af lommeuret, men også et udtryk for en transformation af armbåndsurets køn.

## Opbygning
Armbåndsure består af flere dele.
- Glas: gennemsigtig plade, der gør det muligt at se viserne og skiven, og som beskytter disse
- Horn: sidder fast på urkassen og bruges til at montere urremmen på
- Kassen: den ydre del af uret, som omslutter urværket.
- Kronen: Skrue på ydersiden af kassen, der kan justere tiden. På mekaniske ure bruges skruen også til at trække uret op.
- Skive: pladen under glasset, hvor tallene er indikeret.
- Visere: bevægelige arme, der indikerer tiden.
- Urrem: eller lænken er monteret på hornene, således at uret kan tages om håndleddet.
- Strop: den løkke, der går rundt om remmen for at holde remmen samlet efter spændet.

## Kendte urmærker
- Axcent
- Breitling
- Casio
- Certina
- IWC
- Longines
- Officine Panerai
- Omega
- Poljot
- Rolex
- Patek Philippe
- Storm (ur)
- Swatch
- Tissot
- Vacheron Constantin
- Victorinox
- Wenger
- Glashütte Original
- Roamer
- Frederique Constant
- Tag Heuer
- Oris